# Isshin-ryū
Isshin-Ryu (一心流?, Isshin-ryū) è uno stile del karate di Okinawa fondato da Tatsuo Shimabuku (島袋 龍夫) e nominato da lui 15 gennaio 1956. Il karate Isshin-Ryū è la sintesi dello Shorin-ryū, del Gojū-ryū karate e del kobudō. Il nome significa, alla lettera, "un metodo di cuore." Dal 1989 ci sono 336 rami dello Isshin-ryū in tutto il Mondo, ma la maggior parte sono concentrate negli Stati Uniti. Dopo la morte di Shimabuku nel 1975, furono apportate molte variazioni allo Isshin-ryū.

## Kata
Il sistema è la somma di kata, o metodi di pratica formale, e di specifiche tecniche che usano: pugno (pugno verticale) e calci (snapping kicks). In molte delle varie forme del sistema, quattordici kata (otto a mano vuota, tre col bō, due col sai e uno con il tuifa kata) sono convenuti come componenti dello Isshin-ryu. Questi Kata includono sviluppi originali del Maestro, e kata ereditati dagli stili originari.